# Krzysztof Habura
Krzysztof Stefan Habura (ur. 2 czerwca 1956 w Pabianicach) – polski inżynier, przedsiębiorca, polityk i samorządowiec, starosta powiatu pabianickiego (2006–2023), poseł na Sejm X kadencji (od 2023).

## Życiorys
Absolwent II Liceum Ogólnokształcącego w Pabianicach. Z wykształcenia magister inżynier w specjalności konstrukcje budowlane i inżynierskie, w 1980 ukończył studia na Wydziale Budownictwa i Architektury Politechniki Łódzkiej. Pracował jako mistrz, a następnie jako kierownik obiektu w Kombinacie Budowy Elektrowni Bełchatów. W 1984 został inspektorem nadzoru budowlanego w Pabianickiej Spółdzielni Mieszkaniowej. W latach 1985–2006 prowadził prywatne przedsiębiorstwo budowlane.
W latach 1994–2006 zasiadał w radzie miejskiej w Pabianicach. Zaangażował się w działalność polityczną w ramach Platformy Obywatelskiej. W wyborach samorządowych w 2006 kandydował z jej ramienia na prezydenta Pabianic, przegrywając w drugiej turze głosowania. Uzyskał wówczas ponownie mandat radnego miejskiego, z którego zrezygnował w związku z powołaniem na urząd starosty powiatu pabianickiego. W 2010, 2014 i 2018 wybierany na radnego powiatu pabianickiego. Po każdych z tych wyborów utrzymywał funkcję starosty.
W wyborach w 2019 bezskutecznie kandydował do Senatu. W 2023 został wybrany do Sejmu X kadencji z okręgu sieradzkiego, startując z czwartego miejsca na liście Koalicji Obywatelskiej i zdobywając 11 267 głosów. W Sejmie zasiadł w Komisji Infrastruktury oraz Komisji do Spraw Energii, Klimatu i Aktywów Państwowych.

## Wyniki w wyborach ogólnopolskich
| Wybory | Komitet wyborczy | Komitet wyborczy     | Organ            | Okręg          | Wynik           |
| ------ | ---------------- | -------------------- | ---------------- | -------------- | --------------- |
| 2019   |                  | Koalicja Obywatelska | Senat X kadencji | nr 26          | 68 670 (40,69%) |
| 2023   | Sejm X kadencji  | Koalicja Obywatelska | nr 11            | 11 267 (2,11%) |                 |